# Hindophelister dervish
Hindophelister dervish är en skalbaggsart som beskrevs av Miłosz A. Mazur 1975. Hindophelister dervish ingår i släktet Hindophelister och familjen stumpbaggar. Inga underarter finns listade i Catalogue of Life.